# Caatoosee
Die caatoosee ag war ein börsennotiertes Software-Unternehmen, das in den Bereichen IT-Outsourcing und -Service tätig war. Der Name stammt von einem Indianer-Häuptling und wurde lediglich etwas abgewandelt. Der Sitz des Unternehmens befand sich in Leonberg bei Stuttgart.
Die Aktie des Unternehmens war zunächst am Neuen Markt gelistet und anschließend im General Standard notiert. Folglich bilanzierte das Unternehmen nach IFRS.

## Historie
1996 wurde in Stuttgart der Rechtsvorgänger der caatoosee ag, die Media Group – Agentur für neue Medien GmbH, gegründet. Im Jahr 2000 erfolgten Umfirmierung und Formwechsel zur caatoosee ag. Am 20. September 2000 ging das Unternehmen an die Börse. Der Sitz des Unternehmens war zunächst in der Panoramastraße in Stuttgart. Ein Umzug nach Leonberg erfolgte. Vorstand war bis zum 30. Juni 2008 Unternehmensgründer Guido Alt. Zum 21. März 2016 wurde das Unternehmen aus dem Handelsregister gestrichen.

## Aufsichtsrat
Rainer Dietmann (Vorsitzender), Klaus Taraschka (stv. Vorsitzender), Wolfgang Russ

## Konzernumsatz
(in Millionen Euro)
- 2000/2001: 23,1
- 2001/2002: 42,4
- 2002/2003: 40,2
- 2003/2004: 25,8
- 2004/2005: 21,6
- 2005:      35,2
- 2006:      19,6
- 2007:      18,4
- 2008:      18,2
- 2009:      18,7
- 2010:       0,2
- 2011:       0,151
- 2012:       0,012

## Eigenkapital
10,64 Mio. Euro zum 31. März 2015

## Aktionärsstruktur
- MWZ IT GmbH   (75,74 %)
- Streubesitz   (24,26 %)

(alle obigen Daten: Stand 31. März 2015)

## Auflösung
Auf der ordentlichen Hauptversammlung am 7. Juli 2011 wurde mit der Mehrheit der Aktionärsversammlung die Auflösung (Liquidation) der Gesellschaft mit Wirkung zum 31. Dezember 2011 beschlossen. Die caatoosee ag hat in den darauffolgenden Monaten ihre geschäftlichen Aktivitäten beendet und das Restvermögen in liquide Anlagen umgewandelt. Das erste Abwicklungsgeschäftsjahr begann am 1. Januar 2012. Im Wesentlichen konzentriert sich die caatoosee ag i. L. auf die Veranlagung ihrer Finanzmittel. Der Abschluss der Liquidation wird im Jahr 2015[veraltet] erwartet. Am 24. Juli 2015 wird der Abwicklungsüberschuss von 0,88 € pro Aktie an die Aktionäre ausgezahlt.